# The Epic Tales of Captain Underpants
The Epic Tales de Captain Underpants (Brasil: As Épicas Aventuras do Capitão Cueca / Portugal: As Histórias Épicas do Capitão Cuecas) é uma série de televisão em flash animada da DreamWorks Animation que é baseada no filme Captain Underpants: The First Epic Movie, baseado na série de livros As Aventuras do Capitão Cueca de Dav Pilkey.
A série estreou na Netflix no dia 13 de julho de 2018. Tendo sua segunda temporada estreada em 8 de Fevereiro de 2019. E sua terceira temporada estreada em 19 de Julho de 2019.
Em 2020, a Netflix anunciou uma continuação intitulada como: Captain Underpants in Space, além de dois especiais: um de Halloween e outro interativo.

## Resumo do enredo
Após o filme, a série continua com as aventuras dos brincalhões e artistas de histórias em quadrinhos Jorge Beard e Haroldo Hutchins, e seu diretor sr. Krupp, que foi hipnotizado por Jorge e Haroldo para se tornarem uma de suas criações: O Capitão Cueca, um super-herói de curta duração. Diferente do filme, novos personagens foram adicionados na série.

## Elenco[5]
- Nat Faxon/Hercules Franco - Capitão Cueca/Sr. Krupp
- Ramone Hamilton/Fred Mascarenhas - Jorge Beard
- Jay Gragnani/Yan Gesteira - Haroldo Hutchins
- David Koechner - Sr. Fraco
- Tress MacNeille - Sra. Hurd
- Laraine Newman/Ika Pinheiro - Sra. Tara Ribble
- Stephen Root - Sr. Morty Fyde
- Jorge Diaz/Charles Emmanuel - Melvin Sneedly
- Mindy Sterling - Sra. Sneedly
- Jorge Diaz/Alexandre Moreno - Endenemys
- Luttrell/Flávia Fontenelle - Erica Wang
- Dayci Brookshire/Tais Feijó - Jessica Gordon
- Evan Kishiyama/Rafael Mezadri - Steve "Gooch" Yamaguchi
- Sean Astin/Mckeidy Lisita - Narrador
- David Koechner/Jorge Vasconcelos - Sr. Endomal
- Jorge Diaz/Marco Moreira - Sr. Rected
- Dayci Brookshire/Ana Lúcia Menezes
- Patty Mattson/Márcia Morelli - Sra. Anthrope